# Demerval Lobão (kommun)
Demerval Lobão är en kommun i Brasilien.   Den ligger i delstaten Piauí, i den östra delen av landet, 1 300 km norr om huvudstaden Brasília. Antalet invånare är 13 274.
Följande samhällen finns i Demerval Lobão:
- Demerval Lobão

Omgivningarna runt Demerval Lobão är huvudsakligen savann. Runt Demerval Lobão är det ganska tätbefolkat, med 60 invånare per kvadratkilometer.